# Cassina Valsassina
Cassina Valsassina (lombardul: Cassina in Valzasna) település Olaszországban, Lombardia régióban, Lecco megyében. Lakosainak száma 535 fő (2023. január 1.). Cassina Valsassina Barzio, Cremeno, Moggio és Morterone községekkel határos.

## Népesség
A település lakossága az elmúlt években az alábbi módon változott:
| Lakosok száma | 478  | 499  | 535  |
|               | 2017 | 2018 | 2023 |